# KK Podgorica
O Košarkaški klub Podgorica (em português:  Basquetebol Clube Podgorica), conhecido também como Podgorica Bemax por razão de patrocínios, é um clube de basquetebol baseado em Podgorica, Montenegro que atualmente disputa a Liga Montenegrina e a segunda divisão da Liga adriática. Manda seus jogos na Arena Bemax com capacidade para 2.000 espectadores.

## Histórico de Temporadas
| Temporada | Nível | Liga       | Pos. | J    | PL  | Resultado         | Copa Nacional     | Competições internacionais |
| --------- | ----- | ---------- | ---- | ---- | --- | ----------------- | ----------------- | -------------------------- |
| 2019-20   | 2     | Prva Liga  | 1    | 14-2 |     | Promovido         |                   |                            |
| 2020-21   | 1     | Erste Liga | 4º   | 16-6 |     |                   | Quartas de finais | R ABA2 SF                  |
| 2021-22   | 1     | Erste Liga |      |      |     |                   | Semifinalista     | R ABA2 - TR                |
| 2022-23   | 1     | Erste Liga | 2º   | 16-4 | 0-2 | Quartas de finais | Finalista         | R ABA2 - SF                |
| 2023-24   | 1     | Erste Liga | 1º   | 20-4 | 0-2 | Quartas de finais | Semifinalista     | R ABA2 - SF                |
| 2024-25   | 1     | Erste Liga | 4º   | 18-8 | 2-2 | Semifinalista     | Quartas de finais | R ABA2 T8                  |

fonte:eurobasket.com

## Títulos
Prva Liga (segunda divisão)
Campeão (1): 2020